# Xylazine
Xylazine là một chất tương tự của clonidine và một chất chủ vận ở lớp thụ thể adrenergic α 2. Nó được sử dụng để an thần, gây mê, giãn cơ và giảm đau ở động vật như ngựa, gia súc và các động vật có vú không phải người khác. Bác sĩ thú y cũng sử dụng xylazine như một chất gây nôn, đặc biệt là ở mèo.
Trong gây mê thú y, xylazine thường được sử dụng kết hợp với ketamine. Nó được bán dưới nhiều tên thương hiệu trên toàn thế giới, đáng chú ý nhất là thương hiệu của hãng Bayer Boomun. Nó cũng được bán trên thị trường như Anasing, Sedazine và Chanazine. Các tương tác thuốc khác nhau với các động vật khác nhau.
Nó đã trở thành một loại thuốc lạm dụng, đặc biệt là ở Puerto Rico, nơi nó được chuyển hướng từ các cổ phiếu được sử dụng bởi các bác sĩ thú y cưỡi ngựa và được sử dụng làm chất cắt cho heroin.

## Sử dụng trong y tế
Xylazine thường được sử dụng làm thuốc an thần, giãn cơ và giảm đau. Nó thường được sử dụng trong điều trị uốn ván.  Xylazine rất giống với các loại thuốc như phenothiazine, thuốc chống trầm cảm ba vòng và clonidine. Là một thuốc gây mê, nó thường được sử dụng kết hợp với ketamine. Xylazine dường như làm giảm độ nhạy cảm với sự hấp thu insulin và glucose ở người.  Yohimbine đã được sử dụng để giảm mức glucose đến mức khỏe mạnh.  Ở các cơ sở lâm sàng, Yohimbine có thể đảo ngược tác dụng phụ của xylazine nếu tiêm tĩnh mạch với liều 0,5 ml / 20 pound ngay sau khi dùng xylazine.

## Tác dụng phụ
Quá liều Xylazine thường gây tử vong ở người. Bởi vì nó được sử dụng như một chất pha trộn thuốc, các triệu chứng gây ra bởi các loại thuốc đi kèm với quản lý xylazine khác nhau giữa các cá nhân.
Các tác dụng phụ phổ biến nhất ở người liên quan đến quản trị xylazine bao gồm nhịp tim chậm, suy hô hấp, hạ huyết áp, tăng huyết áp thoáng qua thứ phát do kích thích dây thần kinh phế vị và các thay đổi khác về cung lượng tim. Xylazine làm giảm đáng kể nhịp tim ở động vật không được chỉ định trước bằng thuốc có tác dụng kháng cholinergic.  Việc giảm nhịp tim ảnh hưởng trực tiếp đến lưu lượng động mạch chủ.  Rối loạn nhịp tim gây ra bởi chính quyền xylazine được ngăn chặn hiệu quả bằng cách sử dụng atropine hoặc glycopyrrolate.  Rối loạn nhịp tim liên quan đến xylazine bao gồm các triệu chứng khác như block nhĩ xoang, block nhĩ thất, phân ly nhĩ thất và rối loạn nhịp xoang.
Sử dụng Xylazine có thể dẫn đến đái tháo đường và tăng đường huyết. Tác dụng phụ có thể khác có thể xảy ra là areflexia, suy nhược, mất điều hòa, mờ mắt, mất phương hướng, chóng mặt, buồn ngủ, loạn vận ngôn, dysmetria, ngất xỉu, giảm phản xạ, nói lắp, buồn ngủ, gây sửng sốt, hôn mê, ngưng thở, thở nông, buồn ngủ, ngoại tâm thu thất, nhịp tim nhanh, đau bụng và khô miệng. Hiếm khi, hạ huyết áp, khô miệng, tiểu không tự chủ và thay đổi đoạn ST điện tim không đặc hiệu xảy ra.  Nó đã được báo cáo rằng thời gian của các triệu chứng sau khi quá liều của con người là 8 đến 72 giờ.  Nghiên cứu sâu hơn là cần thiết để phân loại các tác dụng phụ xảy ra khi xylazine được sử dụng kết hợp với heroin và cocaine.
Sử dụng mãn tính được báo cáo là có liên quan đến suy giảm thể chất, phụ thuộc, áp xe và loét da, có thể gây suy nhược về thể chất và đau đớn. Tăng huyết áp sau đó là hạ huyết áp, nhịp tim chậm và suy hô hấp oxy hóa mô dưới da. Do đó, việc sử dụng xylazine mãn tính có thể tiến triển tình trạng thiếu oxy trong da, dẫn đến loét da nghiêm trọng.  Oxy hóa da dưới có liên quan đến việc chữa lành vết thương và khả năng nhiễm trùng cao hơn.  Các vết loét có thể có mùi đặc trưng và chảy mủ. Trong trường hợp nghiêm trọng, phải cắt cụt chi trên các chi bị ảnh hưởng.

## Quá liều
Các liều xylazine được biết đến tạo ra độc tính và tử vong ở người thay đổi từ 40 đến 2400   mg. Liều nhỏ có thể tạo ra độc tính và liều lớn hơn có thể được cứu sống với sự trợ giúp y tế.  Nồng độ trong máu hoặc huyết tương không gây tử vong dao động từ 0,03 đến 4,6   mg / L. Trong trường hợp tử vong, nồng độ xylazine trong máu dao động từ dấu vết đến 16   mg / L.  Theo báo cáo, không có nồng độ xylazine an toàn hoặc gây tử vong được xác định do sự chồng chéo đáng kể giữa nồng độ xylazine trong máu không gây tử vong và sau khi chết.
Hiện tại, không có thuốc giải độc đặc hiệu để điều trị cho con người dùng quá liều xylazine. Chạy thận nhân tạo đã được đề xuất như một hình thức điều trị, nhưng thường không thuận lợi do khối lượng phân phối lớn của xylazine. Ngoài ra, do thiếu nghiên cứu ở người, không có sàng lọc tiêu chuẩn để xác định xem có xảy ra quá liều hay không. Việc phát hiện xylazine trong chất lỏng sinh học ở người bao gồm nhiều phương pháp sàng lọc khác nhau, chẳng hạn như sàng lọc nước tiểu, sắc ký lớp mỏng (TLC), sắc ký khối sắc ký khí (GC-MS), Phòng thí nghiệm Bio-Rad của Remedi và phương pháp sắc ký khối phổ (LC) -CÔ).
Nhiều loại thuốc đã được sử dụng như can thiệp điều trị hỗ trợ như lidocain, naloxone, thiamin, lorazepam, vecuronium, etomidate, propofol, tolazoline, Yohimbine, atropin, naloxone, orciprenaline, metoclopramide, ranitidine, metoprolol, enoxaparin, flucloxacillin, insulin, và thủy lợi cả hai mắt bị nhiễm mặn. Ảnh hưởng của xylazine cũng bị đảo ngược bởi analeptics 4 aminopyridine, doxapram, và caffeine, đó là sinh lý đối kháng với trầm cảm hệ thần kinh trung ương. Kết hợp yohimbine và 4-aminopyridine trong nỗ lực đối kháng xylazine là vượt trội so với chính quyền của một trong hai loại thuốc này do giảm thời gian phục hồi.  Các sáng kiến nghiên cứu có thể cần thiết để chuẩn hóa việc điều trị và xác định các biện pháp hiệu quả để xác định việc sử dụng và nhiễm độc xylazine mãn tính.
Việc điều trị sau khi dùng quá liều xylazine chủ yếu liên quan đến việc duy trì chức năng hô hấp và huyết áp. Trong trường hợp nhiễm độc, các bác sĩ khuyên nên truyền dịch tĩnh mạch, atropine và theo dõi bệnh viện. Trường hợp nặng có thể yêu cầu đặt nội khí quản, thở máy, rửa dạ dày, than hoạt tính, bàng quang đặt ống thông, điện tâm đồ (ECG) và giám sát tăng đường huyết.  Các bác sĩ thường khuyên nên sử dụng phương pháp điều trị cai nghiện nào để kiểm soát rối loạn chức năng có thể liên quan đến các cơ quan được tưới máu nhiều, chẳng hạn như gan và thận.

## Dược lý

### Dược lực học

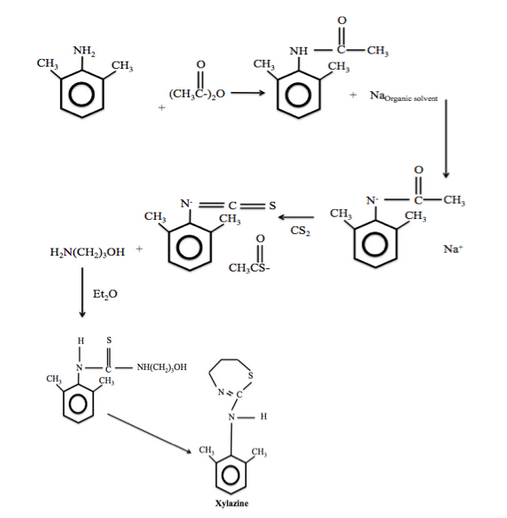
Tổng hợp Xylazine nguồn từ Elliot và cộng sự, 1986.

Xylazine là một chất chủ vận adrenergic α2 mạnh. Khi xylazine và các chất chủ vận thụ thể adrenergic α2 khác được dùng, chúng sẽ phân phối khắp cơ thể trong vòng 30 đến 40 phút. Do bản chất ưa mỡ rất cao của xylazine, xylazine trực tiếp kích thích các thụ thể α2 trung tâm cũng như các adrenoceptor ngoại vi trong nhiều loại mô.  Là một chất chủ vận, xylazine dẫn đến giảm dẫn truyền thần kinh của norepinephrine và dopamine trong hệ thống thần kinh trung ương.  Nó như vậy bằng cách bắt chước norepinephrine trong ràng buộc để bề mặt trước synap autoreceptors, dẫn đến ức chế phản hồi của norepinephrine.
Xylazine cũng phục vụ như một chất ức chế vận chuyển bằng cách ức chế chức năng vận chuyển norepinephrine thông qua sự ức chế cạnh tranh vận chuyển chất nền. Theo đó, xylazine làm tăng đáng kể Km và không ảnh hưởng đến Vmax. Điều này có thể xảy ra bởi sự tương tác trực tiếp trên một khu vực chồng lấn với vị trí liên kết chống trầm cảm.  Ví dụ, xylazine và clonidine ức chế sự hấp thu MIBG, một chất tương tự norepinephrine, trong các tế bào u nguyên bào thần kinh.  Xylazine có ái lực khác nhau đối với các thụ thể cholinergic, serotonergic, dopaminergic, α1 adrenergic, H2 - histaminergic và opiate. Cấu trúc hóa học của nó gần giống với phenothiazin, thuốc chống trầm cảm ba vòng và clonidine.

### Dược động học
Xylazine được hấp thụ, chuyển hóa và đào thải nhanh chóng. Xylazine có thể được hít hoặc tiêm tĩnh mạch, tiêm bắp, tiêm dưới da hoặc bằng đường uống hoặc kết hợp với các thuốc gây mê khác, như ketamine, barbiturat, chloral hydrate và halothane để cung cấp hiệu quả gây mê đáng tin cậy. Con đường phổ biến nhất là tiêm.  Thuốc được sử dụng làm thuốc gây mê thú y và liều khuyến cáo khác nhau giữa các loài.
Hành động của Xylazine có thể được nhìn thấy thường từ 15 đến 30 phút sau khi dùng và tác dụng an thần có thể tiếp tục trong 1 giờ2 giờ và kéo dài đến 4 giờ. Khi xylazine có quyền truy cập vào hệ thống mạch máu, nó được phân phối trong máu, cho phép xylazine sử dụng các cơ quan đích bao gồm tim, phổi, gan và thận. Trong trường hợp không có thai, nồng độ trong huyết tương dao động từ 0,03 đến 4,6   mg / L.  Xylazine khuếch tán rộng rãi và xuyên qua hàng rào máu não, như mong đợi do tính chất lipophilic không tích điện của hợp chất.
Xylazine được chuyển hóa bởi các enzyme cytochrom P450 của gan. Khi đến gan, xylazine được chuyển hóa và tiến tới thận để được bài tiết dưới dạng nước tiểu. Khoảng 70% liều dùng được bài tiết qua nước tiểu.  Do đó, nước tiểu có thể được sử dụng trong việc phát hiện quản trị xylazine vì nó chứa nhiều chất chuyển hóa, là mục tiêu và sản phẩm chính trong nước tiểu. Trong vòng vài giờ, xylazine giảm xuống mức không thể phát hiện. Các yếu tố khác cũng có thể tác động đáng kể đến dược động học của xylazine, bao gồm cả tình dục, dinh dưỡng, điều kiện môi trường và các bệnh trước đó.  
| Xylazine-M (2,6 dimethylaniline)                | Xylazine-M (N-thiourea-2,6-dimethylaniline)     | Đồng phân Xylazine-M (sulfone-HO-) 2         |
| Xylazine-M (HO-2,6-dimethylaniline đồng phân 1) | Xylazine-M (HO-2,6-dimethylaniline đồng phân 2) | Xylazine M (oxo-)                            |
| Đồng phân Xylazine-M (HO-) 1                    | Xylazine-M (HO-) đồng phân 1 glucuronide        | Đồng phân Xylazine-M (HO-) 2                 |
| Xylazine-M (HO-) đồng phân 2 glucuronide        | Đồng phân Xylazine-M (HO-oxo-) 1                | Xylazine-M (HO-oxo-) đồng phân 1 glucuronide |
| Đồng phân Xylazine-M (HO-oxo-) 2                | Xylazine-M (HO-oxo-) đồng phân 2 glucuronide    | Xylazine-M (sulfone)                         |
|                                                 | Đồng phân Xylazine-M (sulfone-HO-) 1            |                                              |

## Lịch sử
Xylazine được phát hiện là một chất chống tăng huyết áp vào năm 1962 bởi Farbenfabriken Bayer ở Leverkusen, Đức. Kết quả từ các nghiên cứu lâm sàng ở người sớm đã xác nhận rằng xylazine có một số tác dụng ức chế hệ thần kinh trung ương.  Xylazine được sử dụng để an thần, gây mê, thư giãn cơ và giảm đau. Nó gây ra giảm đáng kể huyết áp và nhịp tim ở những tình nguyện viên khỏe mạnh. Do tác dụng phụ nguy hiểm, bao gồm hạ huyết áp và nhịp tim chậm, xylazine không được Cục Quản lý Thực phẩm và Dược phẩm Hoa Kỳ (FDA) chấp thuận cho sử dụng ở người. Do đó, cơ chế hoạt động của xylazine ở người vẫn chưa rõ.
Xylazine được FDA chấp thuận cho sử dụng thú y và hiện được sử dụng làm thuốc an thần cho động vật. Tại Hoa Kỳ, xylazine chỉ được FDA chấp thuận cho sử dụng thú y làm thuốc an thần, giảm đau và giãn cơ ở chó, mèo, ngựa, nai sừng tấm, hươu hoang, hươu la, hươu sika và hươu đuôi trắng. Tác dụng an thần và giảm đau của xylazine có liên quan đến trầm cảm hệ thần kinh trung ương. Tác dụng giãn cơ của Xylazine ức chế sự truyền các xung thần kinh trong hệ thần kinh trung ương.
Trong nghiên cứu khoa học, xylazine là một thành phần của thuốc gây mê phổ biến nhất, ketamine-xylazine, được sử dụng trên chuột, chuột, chuột đồng và chuột lang. Các tài khoản về hành động và việc sử dụng xylazine ở động vật đã được báo cáo sớm nhất là vào cuối những năm 1960 và đầu những năm 1970. Kể từ đầu những năm 2000, xylazine đã trở nên phổ biến như một loại thuốc lạm dụng ở Hoa Kỳ và Puerto Rico. Tên đường phố của Xylazine ở Puerto Rico là Anestesia de Caballo, tạm dịch là thuốc gây mê ngựa ngựa. "  Những lý do có thể giải thích tại sao loại thuốc này đã trở nên ngày càng phổ biến vẫn chưa được biết.  Nghiên cứu sâu hơn là cần thiết để có thêm thông tin về việc phân phối xylazine trong cơ thể, các triệu chứng thực thể, phương pháp điều trị tiềm năng và các yếu tố dự đoán cho việc sử dụng mãn tính.

## Sử dụng trong giải trí
Người dùng Xylazine có nhiều khả năng là nam giới, dưới 30 tuổi, sống ở khu vực nông thôn và tiêm xylazine so với hít phải. Xylazine có hậu quả hành vi tương tự như heroin, do đó nó thường được sử dụng làm chất ngoại tình. Xylazine cũng thường được tìm thấy trong speedball. Sự kết hợp giữa heroin và xylazine tạo ra mức cao mạnh hơn so với chỉ dùng heroin.  Việc sử dụng đồng thời xylazine với speedball có thể làm tăng hoặc kéo dài tác dụng của các thuốc này, điều này có thể dẫn đến hậu quả bất lợi.
Carruthers et al. năm 1979 đã báo cáo trường hợp nhiễm độc xylazine đầu tiên ở một người đàn ông 34 tuổi, người tự chữa bệnh mất ngủ bằng cách tiêm 1 g xylazine. Nhiễm độc có chủ ý từ ăn, hít hoặc tiêm xylazine đã được báo cáo. Đường tiêm tĩnh mạch là con đường quản trị phổ biến nhất cho những người lạm dụng heroin hoặc xylazine một cách giải trí. Ở Puerto Rico, xylazine đã tăng phổ biến. Việc sử dụng nó có liên quan đến một số lượng lớn tử tù tại Viện cải huấn Guerrero ở Aguadilla, Puerto Rico từ năm 2002 đến năm 2008
Khi được sử dụng như một loại thuốc lạm dụng ở người, tần suất dùng thuốc phụ thuộc vào các yếu tố kinh tế hoặc xã hội cũng như phản ứng chủ quan của mỗi người dùng đối với các đặc tính gây nghiện của xylazine.

## Sử dụng trong thú y
Ở động vật, xylazine có thể được tiêm bắp hoặc tiêm tĩnh mạch. Là một thuốc gây mê thú y, xylazine thường chỉ được sử dụng một lần cho hiệu quả dự định trước hoặc trong quá trình phẫu thuật.

### Tác dụng phụ
Tác dụng phụ ở động vật bao gồm tăng huyết áp thoáng qua, hạ huyết áp và suy hô hấp. Hơn nữa, việc giảm độ nhạy cảm của mô với insulin dẫn đến tăng đường huyết do xylazine và giảm sự hấp thu và sử dụng glucose của mô. Thời gian tác dụng ở động vật kéo dài tới 4 giờ.

### Dược động học
Ở chó, cừu, ngựa và gia súc, thời gian bán hủy rất ngắn chỉ từ 1,21 đến 5,97 phút. Việc loại bỏ hoàn toàn chu kỳ bán rã có thể mất tới 23,11 phút ở cừu và tối đa 49,51 phút ở ngựa. Ở chuột non, nửa đời là một giờ. Xylazine có khối lượng phân phối lớn (Vd).  Vd là 1,9-2,5 cho ngựa, gia súc, cừu và chó.  Mặc dù nồng độ đỉnh trong huyết tương đạt được trong 12 phút14 ở tất cả các loài, khả dụng sinh học khác nhau giữa các loài.  Thời gian bán hủy phụ thuộc vào tuổi của động vật, vì tuổi có liên quan đến thời gian gây mê kéo dài và thời gian phục hồi.  Độc tính xảy ra khi dùng lặp đi lặp lại, với điều kiện là độ thanh thải chuyển hóa của thuốc thường được tính bằng 7 đến 9 lần thời gian bán hủy, tức là 4 đến 5 ngày để thanh thải xylazine.